# 에쇼렉
에쇼렉(ཨེ་ཤོ་ལེགས།)은 토번의 제10대 짼뽀이다.
| 전임 부데궁게 | 제10대 토번국 짼뽀 | 후임 데쇼렉 |

| 전임 부데궁게 | 티베트의 국가 원수 | 후임 데쇼렉 |